# 오시베다니역
오시베다니역(일본어: 押部谷駅, おしべだにえき)은 일본 효고현 고베시 니시구에 있는 고베 전철 아오 선의 역이다. 역 번호는 KB47이다.

## 역사
- 1936년 12월 28일: 미키 전기철도의 스즈란다이 ~ 히로노 골프조 마에 간 개통과 동시에 영업 개시.
- 1947년 1월 9일: 고베 아리마 전기철도와 미키 전기철도가 회사 합병하고 신아리미키 전기철도의 역이 됨.
- 1980년 4월: 역사 개축.

## 역 구조
혼합식 승강장 2면 3선의 지평역이다. 스즈란다이 방향의 복선과 아오 방향의 단선 구조인 교행역에서 승강장 유효 길이는 5량이다. 역사는 1번 승강장 쪽의 아오 방향에 위치하고 섬식 승강장의 2,3번 승강장에는 구내 건널목에서 연결된다.
연선 광 네트워크에 접속된 역무 원격 시스템이 도입되어 있어, 센터 역에서 자동 매표기, 자동 개찰기, 자동 정산기, TV카메라, 인터폰, 셔터가 원격 조작된다. 이로 인하여, 역무원의 순회역이고, 구내 매점도 설치되지 않았지만 역 서쪽의 술집에서 할인 승차권 등을 위탁 판매하고 있다.
오시베다니 역부터 아오역까지는 단선으로 모든 열차가 역마다 정차한다.

### 승강장
| 1 | ■ 아오 선(하행) | 시지미・에비스・미키・오노・아오 방면                         |
| 2 | ■ 아오 선(상행) | 고바타・니시스즈란다이・스즈란다이・미나토가와・신카이치 방면 |
| 3 | ■ 아오 선(상행) | 고바타・니시스즈란다이・스즈란다이・미나토가와・신카이치 방면 |

- 2번 선은 두 방향의 입선 및 출발에 대응하였다. 또한, 1번 선은 아오 방향의 입선에 대응하고 있다.

- 예전에는 안전 측선의 뒷편에 4량 편성의 유치가 가능한 유치선 1선도 존재했지만 최근에 철거되어 현존하지 않는다.

## 역 주변
역전에는 상점이 있고, 택시 정류장도 있다.
- 고베 오시베다니 우체국
- 고베 시립 오시베다니 초등학교
- 고베 시립 오시베다니 중학교
- 신키 버스 본사

## 인접역
| 고베 전철 아오 선                 | 고베 전철 아오 선    | 고베 전철 아오 선           |
| --------------------------------- | -------------------- | --------------------------- |
| KB42 니시스즈란다이 신카이치 방면 | ■ 쾌속               | 미도리가오카 KB48 아오 방면 |
| KB46 사카에 신카이치 방면         | ■ 급행 ■ 준급 ■ 보통 | 미도리가오카 KB48 아오 방면 |